# OŽK Split Volley Team
Odbojkaški ženski klub "Split Volley Team" (OŽK "Split Volley Team"; Split Volley Team) je ženski odbojkaški klub iz Splita, Splitsko-dalmatinska županija, Republika Hrvatska.  
 
U sezoni 2020./21. "Split Volley Team" se natječe u "Prvoj B hrvatskoj odbojkaškoj ligi - Skupina Jug, ligi trećeg stupnja odbojkaškog prvenstva Hrvatske za žene. 

## O klubu
OŽK "Split Volley Team" je osnovan 2014. godine kao treći ženski odbojkaški u Splitu uz "Split 1700" i "Brda". Od sezone 2015./16. se seniorska ekipa kluba natječe u "1. B hrvatskoj ligi - Jug". 

## Pregled plasmana po sezonama
| sezona            | rang lige         | liga              | dio lige          | poz.              | klubova u ligi    | ut                | pob               | por               | set+              | set-              | bod               | doigravanje       | napomene                          | izvori            |
| Split Volley Team | Split Volley Team | Split Volley Team | Split Volley Team | Split Volley Team | Split Volley Team | Split Volley Team | Split Volley Team | Split Volley Team | Split Volley Team | Split Volley Team | Split Volley Team | Split Volley Team | Split Volley Team                 | Split Volley Team |
| ----------------- | ----------------- | ----------------- | ----------------- | ----------------- | ----------------- | ----------------- | ----------------- | ----------------- | ----------------- | ----------------- | ----------------- | ----------------- | --------------------------------- | ----------------- |
| 2015./16.         | II.               | 1. B HOL - Jug    |                   | 6.                | 8                 | 14                | 5                 | 9                 | 17                | 31                | 14                |                   |                                   |                   |
| 2016./17.         | III.              | 1. B HOL - Jug    |                   | 9.                | 9                 | 16                | 0                 | 16                | 3                 | 48                | 1                 |                   |                                   |                   |
| 2017./18.         | III.              | 1. B HOL - Jug    |                   | 8.                | 11                | 20                | 8                 | 12                | 2                 | 41                | 23                |                   |                                   |                   |
| 2018./19.         | III.              | 1. B HOL - Jug    |                   | 5.                | 10                | 18                | 10                | 8                 | 31                | 26                | 30                |                   |                                   |                   |
| 2019./20.         | III.              | 1. B HOL - Jug    |                   | 8.                | 11                | 16                | 6                 | 10                | 25                | 34                | 19                |                   | prekinuto radi pandemije COVID-19 |                   |
| 2020./21.         | III.              | 1. B HOL - Jug    |                   |                   | 12                |                   |                   |                   |                   |                   |                   |                   |                                   |                   |
|                   |                   |                   |                   |                   |                   |                   |                   |                   |                   |                   |                   |                   |                                   |                   |
|                   |                   |                   |                   |                   |                   |                   |                   |                   |                   |                   |                   |                   |                                   |                   |

## Vanjske poveznice
- Odbojkaški ženski klub Split "Volley Team", facbeook stranica
- natjecanja.hos-cvf.hr, OŽK SPLIT VOLLEY TEAM
- ossdz.hr, OŽK SPLIT VOLLEY TEAM
- sportilus.com, ODBOJKAŠKI ŽENSKI KLUB SPLIT VOLLEY TEAM